# Colemak
Colemak — латинская раскладка клавиатуры, созданная в 2006 году Шаем Коулманом (англ. Shai Coleman). Является альтернативой латинским раскладкам QWERTY и Дворака. Третья по популярности латинская раскладка клавиатуры в мире.

Вид раскладки Colemak

Если от раскладки Дворака требовалось уменьшить усталость рук для набирающего текст на английском языке при машинописи, то раскладка Colemak создавалась с учётом современных компьютерных реалий. Главная цель создания Colemak — эффективный и эргономичный набор текстов на английском языке на компьютерной клавиатуре.

## Название
Название происходит от соединения слов Coleman (фамилия автора) и Dvorak (фамилия создателя клавиатуры Дворака).

## Преимущества
По уверениям автора, Colemak даёт такие преимущества:
- Скорость. Быстрее QWERTY и несколько быстрее Дворака[1], так как в Colemak разгружены мизинцы и чаще применяется чередование рук.
- Взаимозаменяемость с QWERTY. Благодаря частичному сходству QWERTY и Colemak пользователь может использовать как QWERTY, так и Colemak, испытывая меньшую сложность, чем при использовании QWERTY и клавиатуры Дворака, которая сильно отличается от QWERTY[3].
- Эргономичность. 10 наиболее распространённых букв английского языка и клавиша ввода расположены на втором (домашнем) ряду клавиатуры. В Colemak домашний ряд используется в среднем на 3 % чаще, чем в раскладке Дворака, и 40 % чаще, чем в QWERTY[1]. Благодаря этому при печати на Colemak пальцам приходится меньше перемещаться, чем при печати на QWERTY.
- Приспособленность к современным компьютерным реалиям. Все спецсимволы (кроме точки с запятой) располагаются на своих старых местах — это важно при работе с компьютерными языками. Стандартные комбинации клавиш (Ctrl+Z, Ctrl+S и т. д.) пригодны к нажатию одной рукой.